# 웨이천 (1985년생 가수)

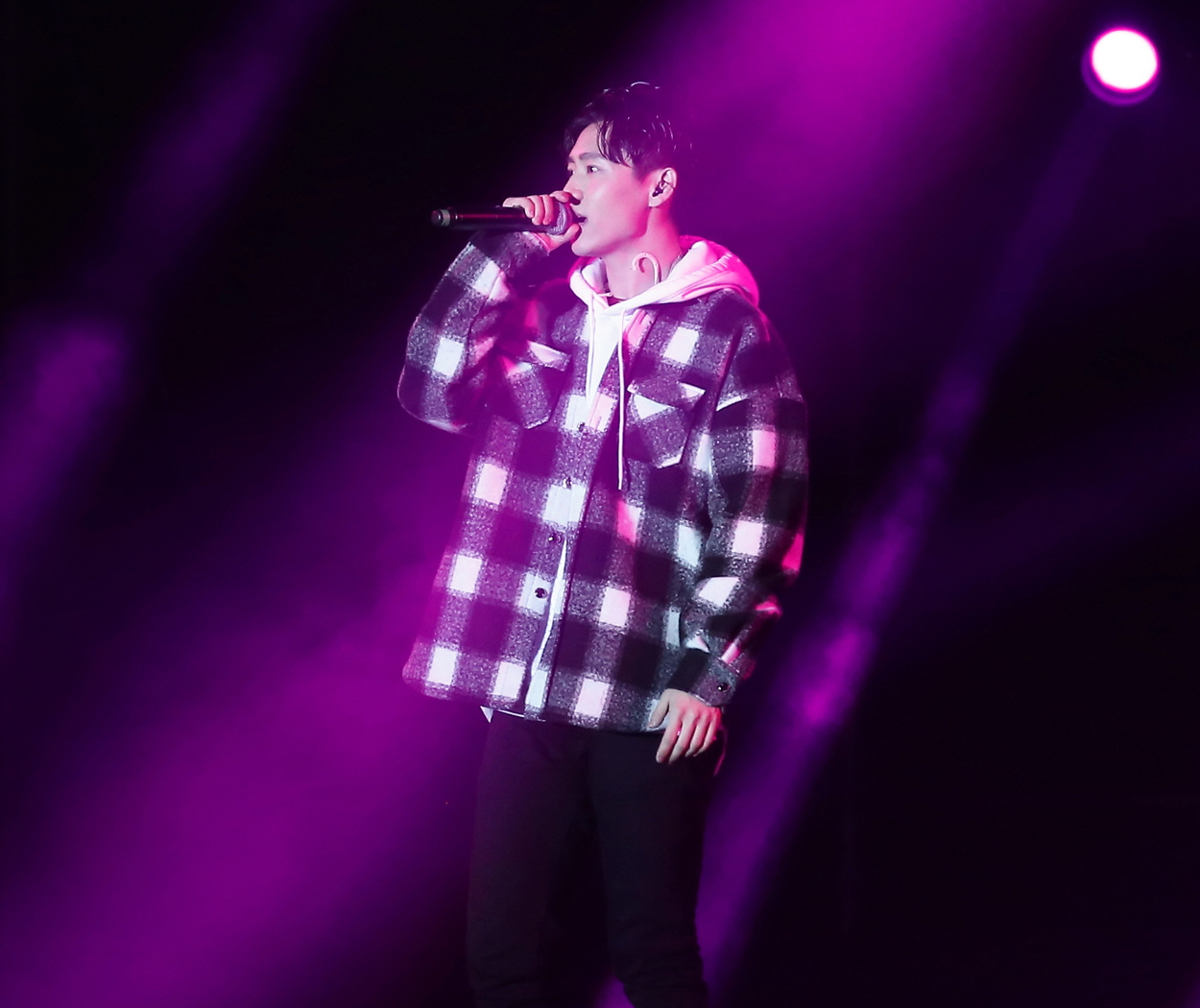
웨이천

웨이천(중국어: 魏晨, 병음: Wèi Chén, 한자음: 위진, 영어: Vision Wei, 1986년 2월 22일 ~ )은 중국의 가수, 영화 배우, 텔레비전 배우이다. 간쑤성 란저우시에서 태어났다.

## 방송
- 소아난양
- 유성우

## 영화
- 빙하: 살인의 추억 (2015년)
- 총총나년 (2014년)
- 소아난양 (2012년)
- 꽃보다 남자2 (2010년)
- 차이나 아이돌 보이즈 (2009년)
- 십칠 (2007년)
- 벽혈신검 (1993년)